# Буцловани
Буцловани (слч. Buclovany) насељено је мјесто са административним статусом сеоске општине (слч. obec) у округу Бардјејов, у Прешовском крају, Словачка Република.

## Становништво
| Година:    | 1994. | 2004.   | 2014.   | 2024.   |
| ---------- | ----- | ------- | ------- | ------- |
| Број људи: | 244   | 228     | 213     | 199     |
| Разлика:   |       | -6,55 % | -6,57 % | -6,57 % |

| Година:    | 2023. | 2024.   |
| ---------- | ----- | ------- |
| Број људи: | 203   | 199     |
| Разлика:   |       | -1,97 % |

Према подацима о броју становника из 2024. године насеље је имало 199 становника.